# Corps de Schiller Duval
Le Corps de Schiller Duval est une structure cellulaire observée par microscope dans les tumeurs du sinus endodermique (tumeur du sac vitellin) qui sont les plus communs du testicule chez les enfants. 
Ce sont le professeur d'anatomie Mathias-Marie Duval et le gynécologue austro-américain Walter Schiller (1887-1960), qui analysèrent les structures présentes dans les tumeurs endodermiques du sinus, qui seront dénommés les corps de Schiller Duval.
Les corps de Schiller Duval ont l'aspect d'un glomérule. Ils ont une base mésodermiques avec un centre de capillaire sanguin, tous alignés par des couches aplaties des deux cellules pariétales et viscérales.